# 西錫達 (堪薩斯州)
西錫達（英語：West Cedar）是位於美國堪薩斯州菲利普斯縣的一個鬼鎮。

## 歷史
西錫達的郵政局於1874年設立，直到1888年結束營運。

## 地理
西錫達所處的海拔為高於海平面574米（即1883英呎），而該地所採用的時區為UTC-6，即北美中部時區（CST）。同時該地設有夏令時間，為UTC-6調快一小時，即UTC-5（CDT）。